# Hans Rampf (Eishockeyspieler)
Johannes „Hans“ Rampf (* 2. Februar 1931 in Bad Tölz; † 5. Mai 2001 in Murnau am Staffelsee) war ein deutscher Eishockeyspieler und sowohl Spieler als auch Trainer der deutschen Nationalmannschaft.

## Leben
Er begann seine Karriere 1948 beim EC Bad Tölz, für den er insgesamt 640 Spiele bestritt. In der Saison 1961/1962 wurde er als Spielertrainer mit seinem Team deutscher Meister. In der Saison 1964/65 war er ein letztes Mal Spieler und Trainer gleichzeitig, denn danach widmete er sich ganz der Trainertätigkeit. Hier folgten dann die Stationen Düsseldorfer EG 1965 bis 1969 (mit ihnen wurde er 1967 Deutscher Meister), 1969 bis 1971 SC Riessersee, in der Saison 1971/72 Augsburger EV, von 1972 bis 1975 EC Bad Tölz, 1975 bis 1977 und nochmals 1981 bis 1992 Nachwuchs-Bundestrainer (dazwischen kurzfristig beim EV Landshut und der Düsseldorfer EG) und von 1977 bis 1981 Bundestrainer.
International bestritt er 101 Länderspiele für die deutsche Nationalmannschaft, in denen er 18 Tore erzielte. Er nahm bei zwei Olympischen Spielen (1956, 1960) und an neun Eishockey-Weltmeisterschaften teil. Sein größter internationaler Erfolg war die Silbermedaille bei der Eishockey-Weltmeisterschaft 1953.
Für seine Verdienste wurde er mit der Aufnahme in die Hall of Fame Deutschland und die IIHF Hall of Fame geehrt.

## Statistik

### Spieler
- 1948–1964 EC Bad Tölz; 640 Spiele; Deutscher Meister 1962
- 1964–1965 EC Holzkirchen (2. Liga)
- A-WM 1953; A-WM 1954; B-WM 1955; OL + WM 1956; A-WM 1959; OL + WM 1960; A-WM 1961; A-WM 1962; A-WM 1963;

### Trainer
- 1961–1964 EC Bad Tölz als Spielertrainer (Meister 1962)
- 1964–1965 EC Holzkirchen als Spielertrainer (2. Liga)
- 1965–1969 Düsseldorfer EG (Meister 1967)
- 1969–1971 SC Riessersee
- 1971–1972 Augsburger EV
- 1972–1975 EC Bad Tölz
- 1975–1977 DEB-Nachwuchs-Bundestrainer
- 1976 EV Landshut

- 1977–1981 Bundestrainer:
  - A-WM 1977 (7. Platz)
  - A-WM 1978 (5. Platz)
  - A-WM 1979 (6. Platz)
  - Olympia 1980 (10. Platz)
  - A-WM 1981 (7. Platz)
- 1981–1996 DEB-Trainerausbilder